# 岩井一成
岩井 一成（いわい いっせい、1916年4月6日 - 1996年1月22日）は、日本の薬学者、薬化学者。父は医学者の岩井誠四郎。

## 経歴
東京出身。1941年（昭和16年）東京帝国大学医学部薬学科を卒業後、同年4月東京帝国大学医学部に奉職、その後4年間にわたる海軍短期現役勤務を経た後、1946年（昭和21年）1月同大学医学部薬化学教室副手に復職、落合英二教授のもとで戦後の薬化学教室の再興に当り、同教室の中心テーマであったヘテロ環化学の発展に貢献した。
1951年（昭和26年）から5年間助教授として九州大学薬学科の建設に参画、津田恭介教授を助けて薬化学教室の基礎を築いた。
1956年（昭和31年）に退職して、三共に入社。同社の研究所において「アセチレン化合物を利用した糖類ならびにヘテロ環合成研究」に顕著な業績を挙げ、1964年（昭和39年）、(財)日本薬学会学術賞を受賞し、この研究の成果として生れた農薬タケガレン（殺菌剤）は特色をもつ健苗剤として市販された。社内では中央研究所次長、製品計画次長を歴任、1970年（昭和45年）取締役製品計画部長、1979年（昭和54年）常務取締役に昇任される。1984年（昭和59年）より学術顧問となり、新たに設立された科学技術研究所の社長に就任した。1989年（平成元年）同社会長、1991年（平成3年）、顧問として社業の発展に尽くした。
この間、(財)日本薬学会理事及び評議員として学会の運営に直接参画し、運営計画委員として、今日の役員制度、同選考制度の立案、学会賞の選考制度の立案に多大の寄与をされた。
薬学研究長期計画委員として本会の長期ビジョンの設定に貢献される一方、「長井記念館」建設委員としてその建設に尽力。1967年（昭和42年）- 1972年（昭和47年）には薬学図書館建設委員（旧館）、1985年（昭和60年）- 1991年（平成3年）には長井記念館建設実行委員長として、日本薬学会の長期にわたる財政の根幹に関わる事業に尽力された。
同博士の学会での活躍は本会のみに留まらず、日本化学会、日本農芸化学会、日本医学会等にも及んだ。特に有機合成化学協会では理事及び副会長として長年その充実と発展に尽くし、本年度より有功会員に推挙された。また厚生省医薬品産業政策懇談会及び新薬の臨床試験に関する専門家会議の有力なメンバーとして、また日本製薬工業協会の研究開発対策委員会委員長として、日本の製薬産業全般の将来の政策及び研究開発の方策に真正面から取り組んだ。このように同氏の活躍は産官学にわたり、その幅広い知識と情熱は余人をもって代え難い存在であり、薬学出身だが、医学、工学、理学、農学畑に多くの知己を持つ数少ない人物であり、また無二の国際通で、日本の製薬産業が産官学相協力して発展して行くために欠くことの出来ない人物だった。
しかし、1995年（平成7年）9月、病を得て4ヶ月の闘病の後、1996年（平成8年）1月22日に膵臓癌のため死去。1994年（平成6年）3月、長井記念ホールで開かれた「岩井先生の喜寿を祝う会」に出版した小冊子、「生い立ちの記」には少年時代からの一生を淡々と語っている。

## 生いたち

### 幼年期から中学校へ
父の岩井誠四郎は養子縁組によって岩井家を継ぎ、岩井一成は現在の千代田区平河町で生まれた。父は九州帝国大学を卒業後、上京して北里研究所に勤務し、慶應義塾大学に医学部が創設されて西野内科の助教授となった。
1920年（大正9年）、志賀潔に従って朝鮮総督府医院、京城医専に奉職したので、一成も京城に住むこととなる。官舎は庭に筑山のある広い建物だった。1922年（大正11年）、父が渡欧することになったので、再び東京に戻り、東中野の伯父の家に住む。一成は1921年（大正10年）、慶應義塾幼稚舎に入学、書生に連れられ通学した。1923年（大正12年）9月1日の関東大震災の時は、まだ夏休みで家に居た。地震が起こるや庭に飛び出したが、瓦が二階の屋根から滝の如く庭に落ちる様子が一成の眼底に残った。余震が度々起るので家に入れずに竹藪で寝ることとなった。夜になると市内の火災が空に映り、東の空は真っ赤で暴動が起きたとの噂がとんだ。
その年の末に父は震災で損傷した横浜港に帰国し、父母は京城に戻ったが、一成は弟と共に幼稚舎の寮に残った。翌々年の1925年、一成は両親の住む京城に移り、官舎に近い西大門小学校に転入した。京城には実業的な学校が多く、中学校は二校しか無かったので入学試験は難関だった。一成は京城中学に入学、運動部に入ることが義務づけられ、一成は水泳部に入部、剣道部からも誘われ、剣道にも身を入れる。

### 旧制高校時代
1935年（昭和10年）、京城から近い山口高校（旧制）を受験して理乙に入学した。新入生は全寮制で運動部に入ることが義務付けられていた。一成は水泳部に入りハードな練習に明け暮れた。部員の結び付きは固く、シーズンオフには一団となって放歌高吟乱舞の日々を送った。
二年の夏休みに帰宅すると、普段余り会話することのなかった父が、「お前は何になるつもりか？」と真顔で詰問した。彼は代々医者であったので何の懸念もなく、「九州大学に入って医者になる」と答えた。ところが父は喜ぶと思いきや、案に相違して「俺の付き合っている人間の大部分が病なので医者は極めて不健康な職業だ。また現在の医療は対象療法だが、病気の治療は原因療法に進むべきだ。それには”ヘミー（化学）”の力が必要だ。医学部に行くのなら、基礎学科で勉強すべきで考え無しに医者になるのはイージーゴーイングな考え方だ」と非難した。
そこで夏休みも終わるころ、下宿で大いに悩み、担任の化学の教授、松井正先生を訪ねて意見を求めた。先生は「旧制二高の同級で、東京大学薬学の教授になった落合君は面白い人物で、異色の教授だ」との話をされた。しかし山口高から久しく薬学部に進学したものは無かったが、松井先生の示唆がまだ知らぬ落合教授への私淑の念を抱かせた。薬学への進学は決定的なものとなり、一成は東大の薬学に入って後年落合英二教授の親しい指導を受けることとなる。

### 東大学生時代
1938年（昭和13年）、試験に合格して入学、2、3日後のこと、小使いさんが一成を探しにきて、落合教授室に行くように告げた。おそるおそる教授室をノックすると、中から甲高い声で実験着姿の先生が現われ、招じ入れられた。落合教授は「松井君から聞いたぞ、よく勉強しろ」と言われた。実験尊重の薬学の学風を身につけ、一成には化学に対する具体的な興味が湧いてきた。高学年になって、東大薬学の歴史、有機化学における薬学の領域を知らされ、有機化学の日本の旗頭であることが次第に分かってきた。
1939年（昭和14年）頃より軍国主義が一層強化され、総長は平賀譲海軍中将（造船）となり、海軍服の昭和天皇が来学された。卒業も近くなって、各人教授室に呼ばれ就職の話があった。一成は父の意向で副手として教室に残ることになる。

### 海軍に服役した時代
同年、夏休みも終わった9月15日海軍の二年現役に服役することになった。海軍省に集合すると、軍服を渡されて敬礼の訓練を受け、翌15日には約百名の医官と共に横須賀の砲術学校に送られた。
10月15日には築地軍医学校で教育を受け、医官約百名は実戦部隊に配属された。薬剤官十名は日米開戦の詔勅を正装して築地で聞く。翌年1月15日連合艦隊司令部付の命を受け、岩井は呉に寄港していた旗艦「長門」の長官山本五十六大将に伺候した。勤務を命じられた「陸奥」に向かうランチから、一本煙突の戦艦を見たが、これが艤装中「大和」であった。間もなく大和は連合艦隊に加わり、長官旗は「大和」に移された。月末「大和」の主砲の試射が行なわれ、「陸奥」は標的の曳艦となった。5万m遠方から発射後1分足らず、陸奥から500m離れた標的艦が砲弾による数本の水柱に包まれた。5月に退艦して佐世保海軍病院勤務となり、食品検査、艦船への医療品の補給が任務だった。
1943年9月に第4艦隊（トラック島）に配属となり、追浜からサイパン経由でトラック島、夏島の病院に着任した。病院は南方向きの建物で、屋根には赤十字の標識があった。病室はガダルカナルの引き揚げの痩せた患者であふれ、2，3ヶ月後トラック島は大空襲を受け、脱出した山本長官は戦死、岩井は戦況ただならぬものを感じた。翌年の4月にパラオに分院を建設するため、病院船高砂丸で、重症患者、日赤看護婦20名と共にパラオに向かった。環礁の入口で触雷、大音響とともに電気が消え、船内は真っ暗になって、船体に穴が空き、船は刻々傾きはじめた。残る推力で浅瀬に乗り上げ沈没を免れた。患者と看護婦はボートで無名の小島に移したが、直射日光下、水を求める患者に椰子の水をふくませた。多くの患者が息を引き取っていった。パラオ島では洞窟に病院を作るべく民間の家具を買いつけに歩いたが、毎日の爆撃で仕事は思うに任せず、岩井はデング熱に罹り、最悪の状態となった。気力で2週間を切り抜けて、7月に開院してトラック島に帰ることになったが、サイパンの攻撃が始まって便がなくなり、岩井は病院船氷川丸でトラック島に向かった。
トラック島に帰着すると、岩井はマンゴ拾いやバナナの手入れ、リーフを焼いて生石灰を作り、海水とコプラで石鹸を作った。これが評判となり、司令部は補給部隊を山の中に編成した。兵器に詳しい山末少佐は煙幕発煙筒からクロルスルホン酸、水際攻撃砲弾からは金属ナトリウムを取り出し、また黒色火薬を水をはった盥の中で棒で突き硫黄と炭素を残し硝石の溶液を作った。冷蔵庫からアンモニア等化学薬品を揃え、二人で階級無視の部隊で半田づけ用の塩酸、石鹸のほか澱粉と前述の炭素末を練り、木片につけ、濃硫酸につけて発火させる原始的なマッチをつくり、バナナの葉を苛性ソーダにつけて繊維をとり、芭蕉布まで作って、今様ロビンソン・クルーソーの生活が始まった。
主食は甘薯であったが、スコールによってカリ分が洗い流された土地に硝石を肥料としてまいたので、収穫は他部隊の倍となった。蛋白源としては壜に爆薬を詰め、水銀とＮａアルコールで合成した雷汞を用いて作った雷管をつけて、水中に投げ込み浮き上がった魚を収穫した。おかげで終戦までこの部隊には一人の栄養失調者もでなかった。
ある日、沈船から大砲を山の岩穴に配置したが射表通りでは命中率が悪いとの話を司令部で聞き、水平か水平を基準とした備付けの射表は修正を必要とした。岩井は放物線の計算として補正表を作成し、また山末とともに爆弾を岩窟から水際に飛ばす装置を作り恩賜の煙草を賜った。
1945年（昭和20年）8月特殊爆弾によって、広島が攻撃されたとの報を受け山末は原爆の原理を岩井に解説した。1945年（昭和20年）8月20日終戦の詔勅を聞き、兵に伝えるように命令された。兵士に「武力で敗れたが文で勝つことを考えよう」と訓話した。兵員大部分は敗戦を予想していたのか兵士には大した動揺はなかったが、本職の軍人の方が落ち込んでいた。
終戦後1週間もしないうちに米軍が武装解除に現われた。病院には医官が来て米軍の捕虜を引き取り、スルファミン等緊急に必要な薬品を供給した。病院から武器の整理を道路の補修作業に人が駆り出された。昼食には箱詰め貯蔵食が支給された。食料の不十分なトラック島は、人減らしのため応召の人から早々と日本への送還が始まった。岩井は12月13日米軍のLSTに四百人の軍属と乗船する。英会話の理解が出来たのは岩井一人であったので、航行中の責任者に使命された。船長は若い大尉の本職の軍人だったが、直接監督していた中尉殿は招集された大学院生で、話し合っている中に「義務を終えて早く大学に帰りたい」等と意気の合った会話が弾んだ。12月27日浦賀入港、復員の手続きを終えると、前日、岩井の帰還の通知を受けた父が控室に待っていた。父も朝鮮から10月に着の身着のまま引き揚げたばかりだった。

### 戦後の東大時代
正月も過ぎた5日頃、突如外務省から電話があって「明日、自動車を送るからそれに乗るように」との事だった。翌日11時頃、車は堀端の明治生命ビルに止まって降ろされた。両側からMPが現れ両腕を抱えられエレベーターに乗せられ降りると、そこには War Criminal Office と看板がかかっていた。戦争裁判を覚悟した。取調べは2世の人で不可解な日本語なので質問が分からず、誤解をおそれてこちらからは英語で答え、結局英語の尋問となった。要するに捕虜や住民への虐待の尋問であったが、身に覚えのない事だったので率直に答え、不確実なことは「知らぬ」と答えた。翌日も取調べを受けたが、今度は教養を感じる米人であった。ゆっくりとした英語で「米軍捕虜に十分な薬を与えなかったのではないか？」また山末部隊の目的等の疑念を問われた。私は日本人にも十分な薬を投与することを出来ぬほど薬がなく、差別のなかったことまた、山末隊は不足の物資の作成が目的であったと説明し、二時間ばかりの尋問のあと釈放された。
4月になって東大薬学科に落合を訪ねた。「何事も控えめにするよう、軍隊で人を使うくせがついているだろうが、これをいましめ、忘れた化学を思い出すよう、学生に帰ったつもりで一から始めよ」とのきつい言葉を聞く。懐かしい大部屋の一隅にデスクが与えられ、古巣に帰った嬉しさで一杯だった。しかし物資窮乏、ガスも出ず、毎朝、先ず七輪にコークスを盛り扇でぱたぱたと火をおこし、水道は地下水で、当番でポンプの管理をする状態で器具も不自由、開放された世田谷の海軍療品厰にリュックを背負って払下げ品を取りに行ったこともあった。
1947年（昭和22年）4月に助手に任命され、研究テーマに取り掛かる。1950年（昭和25年）9月、この研究成果を学位論文にまとめた。落合教授から「近く九大に薬化学教室が出来ることになり津田恭介助教授が赴任するので岩井はその助教授として赴くように」との命を受ける。